# Mercado de opções
Mercado de opções é o mercado onde se negociam opções – instrumentos financeiros utilizados no mercado financeiro. Uma opção confere, ao titular, o direito (e não obrigação) de comprar ou vender um determinado ativo (ação, título ou bem) por um valor determinado, enquanto o lançador é obrigado a concluir a transação de compra ou venda.
Uma opção pode ser vista como uma apólice de seguro; em particular a opção de venda é análoga a um seguro de automóvel, pois permite recuperar um valor predeterminado pelo ativo, mesmo que este tenha desvalorizado muito. Já a opção de compra é semelhante ao sinal pago na compra de um imóvel, pois garante o preço fixo e a preferência na compra.
Uma opção, como o nome sugere, é de exercício opcional, ela só dá direitos a seu possuidor. O emissor ou lançador de opções, por outro lado, assume a obrigação de honrar o prometido pelo papel. Por conta disso, uma opção tem custo adicional, pago pelo possuidor. Opções diferem de um contrato de futuros onde ambos os lados assumem certas obrigações e o preço do contrato é apenas a diferença entre o preço contratado do preço atual de mercado do objeto do contrato (soja, milho, petróleo ou outra commodity). Uma opção será sempre mais cara que um contrato de futuro semelhante, pois o lançador precisa ser remunerado pelo risco adicional.
As opções são instrumentos financeiros derivativos. Isto significa que o valor de uma opção e suas características de negociação estão ligadas a um ativo subjacente. Por exemplo, uma opção da PETROBRAS PN está ligada ao direito de compra ou venda do ativo PETROBRAS PN (PETR4). O ativo ao qual a opção está sendo negociada pode ser um ação, um índice, um contrato futuro, uma letra do tesouro, uma commodity, etc.
Embora seja um instrumento de controle de risco e hedge, pode gerar prejuízos. O investidor que conhecer os fundamentos das opções pode ter um meio efetivo de lidar com o risco, pois passa a ter a sua disposição uma variedade de escolhas de investimentos.

## Definições
Uma opção de um ativo subjacente será ou o direito de comprar o ativo (opção de compra) ou o direito de vender o ativo (opção de venda) a um determinado preço e dentro de um determinado período de tempo no futuro.
O fator principal aqui é que o titular (comprador-proprietário) da opção tem um direito, e não uma obrigação. Se o titular de uma opção não exerce este direito antes do fim do período de tempo pré-determinado, a opção e a oportunidade (direito) de exercê-la deixam de existir.
O lançador (vendedor) de uma opção, entretanto, é obrigado a preencher os requerimentos da opção se a opção for exercida. 
Por exemplo, no caso de uma Opção de Compra de uma ação (Call), o lançador (vendedor) vendeu o direito de comprar aquela ação por um preço específico. O lançador da opção de compra é portanto obrigado a vender a ação ao titular da opção de compra (comprador) se a opção for exercida, e pelo preço pré-determinado. 
Por exemplo, no caso de uma Opção de Venda de uma ação (Put), o lançador vendeu o direito de vender aquela ação. O lançador da opção de venda da ação é portanto obrigado a comprar a ação do titular da opção de venda (comprador) se a opção for exercida, e pelo preço pré-determinado. 
RESUMO:
|          | Opção de Compra (CALL) | Opção de Venda (PUT) |
| -------- | ---------------------- | -------------------- |
| Titular  | Direito de Comprar     | Direito de Vender    |
| Lançador | Dever de Vender        | Dever de Comprar     |

## Preço de Exercício e Data de Exercício
O preço pré-determinado de uma opção é conhecido como o preço de exercício. Quando uma opção de compra é exercida, o proprietário (comprador) paga pela ação o preço de exercício. Quando uma opção de venda é exercida, o proprietário (vendedor) recebe pelas ações o preço de exercício.
A data após a qual a opção deixa de existir corresponde à data de exercício.
Exemplo: A opçao de compra de TNLP4 AGO 40 representa o direito de comprar TNLP4 a 40 reais até o data de exercício que ocorrerá em agosto. (obs: usualmente utiliza-se no IBOV uma outra forma de representar opção. A TNLP4 AGO 40 é representada como TNLPH40, onde H representa agosto).

## Histórico de Tributação deStock Optionsnos EUA

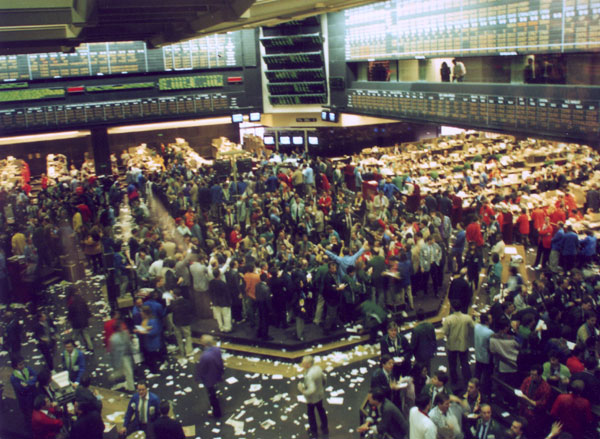
Mercado de opções de Chicago.

A remuneração por meio de ações surgiu de duas principais necessidades nas grandes companhias. A primeira dela é a necessidade de alinhar os interesses dos executivos e dos acionistas e a segunda é a dificuldade que existe nas empresas de reter de talentos. Historicamente as empresas americanas, principalmente do ramo de tecnologia, utilizam as opções de ações para funcionários desde a década de 50. Foi na década de 80 nos Estados Unidos da América, que esse plano de remuneração ganhou destaque, sendo implementada na maioria absoluta das empresas de grande porte norte-americanas. Na Europa, os planos de ações ganham força na década de 70, atingindo seu auge na década de 90.
A década de 80 foi um período que favoreceu muito o crescimento das Stock Options principalmente pela tratamento contábil e conjuntura tributária da época nos EUA. Os emanados do FASB, os princípios contábeis vigentes na década de 80 favoreciam e facilitavam essa forma de remuneração, além disso, não existia tributação sobre os ganhos acionários financeiros. 
1948 - Bulletin 37
Primeiro documento americano a abordar o tema "Accounting for Compensation in the Form of Stock Options" emitido pelo CAP (Comittee on Accounting Procedure) e vigorou até 1953.
1953 - ARB 43
Accounting Reserarch Bulletin nº 43, foi uma alteração na legislação tributária americana, ficava entendido pela lei que as opções de compra de ações eram encaradas como custo dos serviços recebidos, o que refletia a visão da época sobre o assunto. Outra condição que o ARB 43 previa era o cumprimento de alguns requisitos pelo funcionário principalmente com foco em aumentar o tempo de contrato entre trabalhador e empregador.
1969 - Ato Reforma Tributária 1969 (Tax Reform Act 1969)
Existia uma utilização das Stock Options nos EUA em larga escala já na década de 60, ocasionada por diversas vantagens fiscais que refletiam sobre as empresas e sobre os funcionários bonificados com as opções de ação, que se torna a forma mais comum de incentivos de longo prazo a executivos qualificados.
O Ato de Reforma Tributária de 1969, o governo americano reduziu as vantagens fiscais para executivos mas, ao mesmo tempo, concedeu maiores benefícios fiscais para as empresas que utilizavam essa metodologia de remuneração, de forma a incentivar a empresa a compensar o colaborador de forma a manter o benefício vantajoso para ambos.
1972 - APB 25'
Accounting Principles Board, publicado pela AICPA em outubro de 1972. Esse documento transforma o ARB 43 tornou-se anexo do APB 25 (Accounting for Stock Issued to Employees). Com esse documento, se torna possível identificar diferentes visões para a mensuração dessa metodologia, que passa a poder usar como base a data de concessão ou a data de exercício, passando também a ponderar as dificuldades da metodologia de remuneração por ações.
Embora o documento possibilitasse certa flexibilidade em relação à data de base, o que se utilizava como base de cálculo era o valor intrínseco da ação na data da concessão. Além disso, o APB 25 determinava que o valor da remuneração deveria ser distribuída ao longo do período no qual os serviços eram prestados pelo funcionário e por fim a contabilidade por meio do regime de competência.
Em essência, o APB 25 estabelecia que o valor  de mercado da ação e o montante pago pelo empregado para adquirir a ação.
No ano seguinte à publicação do APB 25, em 1973, houve a publicação da fórmula ''Black-Scholes'', que passou a considerar alguns fatores de precificação ajustando cada opção às suas peculiaridades, e a abertura da bolsa de Chicago, tornando o APB 25 obsoleto.
Com o aumento do mercado de ações houve também um aumento no mercado de Stock Options para colaboradores. O APB 25 já estava sendo bastante criticado (diziam que havia distorções de mensuração, não era justo), e então se torna obsoleto com o novo método de precificação e faz com que o APB 25 caia em desuso.
1976 - Ato Reforma Tributária 1976 (Tax Reform Act 1976)
Antes da Lei de 1976, quaisquer impostos associados aos planos de remuneração por ações eram postergados até que o funcionário vendesse as ações, e os impostos eram calculados pelo ganho de capital que era sempre inferior à alíquota sobre rendimentos correntes.
O Ato de Reforma Tributária de 1976 proibiu novos planos de remuneração baseados em opções de ações qualificadas, tornando-as menos vantajosas do ponto de vista fiscal. Essa nova lei, elimina as vantagens fiscais sobre os rendimento das ações,oferecidas anteriormente. 
1995 - FAS 123
A publicação da FAS 123 pela FASB recomendava que o informe de valorização das opções oferecidas, determinada com base no valor justo do mercado, mas dava às empresas o direito de continuar utilizando o APB 25 desde que os valores fossem registrados nas explicativas do balanço.
Nesse momento havia muita pressão política e da comunidade empresarial, com o argumento de que ações executivas eram essenciais para o renascimento extraordinário da economia americana, alegavam que alterações nas regras contábeis eram um ataque ao novo modelo de sucesso dos EUA. Essa pressão foi a principal  razão de que a FAS 123 fosse uma apenas uma recomendação e não uma regra.
2002 - IFRS 2
Estava havendo diversas discussões em diversos países, influenciando a IASB a publuicar o Exposure Draft 2 - ED2: Share-Based Payment.
Em 2005, o IFRS2 e o FAS123R passaram a obrigar as empresas a contabilizar os planos de remuneração por ações como despesas.
2004 - Escândalo do caso ENRON
Em 2004,se verificou que a diretoria da empresa manipulou os seus balanços contábeis para que, dentre outras conseqüências, o valor de mercado das ações subissem assim como os ganhos dos executivos que detinham as ações, gerando ganhos altíssimos.
O escândalo afetou as grandes corporações americanas, o que resultou na revisão da legislação, no que se refere as regras tributárias e
contábeis.
2005 - FAS 123R
O FAS 123R é uma versão revisada do FAS 123.
Em 2002, foi publicado o IFRS 2, com a intenção de promover a convergência entre normas emanadas do FASB e do IASB, dando origem às necessidades de revisões ao FAS 123, surgindo o FAS 123R.
As principais alterações do FAS 123 para o FAS 123R foi que, a FAS 123 determinava que o cálculo poderia ser feito com base no valor justo intrínseco, FAS 123R determinava que deveria ser feita dessa forma, não mais uma possibilidade e sim uma obrigação.
O valor da despesa a ser contabilizada deveria basear-se no ganho potencial esperado, utilizando a metodologia que melhor se adequasse à opção de ação oferecida pela empresa, desobrigando o uso exclusivo da Black-Scholes.
Esse novo documento, trouxa para as empresas a preocupação com o valor das Stock Options e com o acompanhamento desse valor até o exercício ou não dessa opção pelo colaborador.

## Histórico de Tributação deStock Optionsno Brasil
1976 - Lei 6.404/76
Demonstra já na década de 70 uma preocupação do governo brasileiro em criar uma legislação para a questão das Stock Options. Segundo a Lei 6.404/76, quaisquer planos de opções de compra de ação devem ser analisados pela CVM e a aprovação depende de alguns requisitos.
1) Previsão estatutária do capital autorizado;
2) Respeito aos limites autorizados;
3) Aprovação do plano em assembléia geral;
4) Os destinatários do plano devem ser " Administradores, empregados ou pessoas naturais que prestem serviços à companhia ou à sociedade sob seu controle"
Portanto, exclui a contabilização de remuneração baseadas em ações, requere somente a divulgação da natureza e as condições dos planos de remuneração em ações, política contábil e valor de emissão das ações.
2005 - Ofício Circular CVM/SNC/SEP 01/2005
Esse ofício legaliza o reconhecimento das despesas com remuneração por ações, mas de forma facultativa. Não define qualquer modelo de precificação.
Como consequência, as empresas continuaram não contabilizado as despesas com concessão de ações a empregados. 
2007 - Lei 11.638/07
A grande conquista dessa lei foi que as normas contábeis expedidas pela CVM passaram a ser elaboradas a partir de padrões internacionais de contabilidade. O CPC (Comitê de Pronunciamentos Contábeis)  ganha grande importância por se tornar o responsável pelos pronunciamentos da IASB.
Foi essa lei que permitiu que a convergência de normas brasileiras e internacionais fosse acelerada. 
2008 - Pronunciamento CPC 10 e Deliberação CVM/562/08
O CPC 10 passou a definir que a mensuração da despesa deve ser feita com base no valor justo da opção, fazendo uso do modelo de precificação que melhor se ajuste ao perfil da opção oferecida, definiu também que a contabilidade deve seguir o regime de competência.
Essa Norma também trouxe a discussão sobre as formas de liquidação da operação, mensuração do valor justo e condições de aquisição.
2009 - IN CVM 480
Norma que estabeleceu a obrigatoriedade das empresas de capital aberto a preencherem e publicarem o "Formulário de Referência". Esse formulário possui itens relacionados com as Stock Options:
- Termos e Condições gerais do Plano de Concessão;
- Condições de aquisição das ações;
- Critérios de fixação do preço de aquisição;
- Fixação de prazo do exercício;
- Forma de liquidação das ações;
- Restrições de transferência das ações;
- Informações sobre as opções exercidas;
- Explicação sobre o método de precificação.

## Regras de Expiração (ou término da validade da opção)
Diferentes corretoras tem suas próprias regras. Em alguns locais, uma opção de compra que, no dia do exercício, esteja abaixo do preço da ação subjacente, poderá ser exercida automaticamente. A maioria das corretoras no Brasil, não realiza exercício automático. Muitas corretoras determinam um horário final, próximo ao exercício, em que o proprietário de opções possa dizer o que deseja que seja feito.

## Tipo de Opções
- Opções Americanas - Uma opção do tipo americana possui um direito que pode ser exercido a um determinado preço a qualquer momento até a data de exercício.

- Opções Asiáticas - Quando o direito de comprar ou vender o ativo pelo titular do contrato de opção se refere a uma média de preços durante um determinado período.

- Opções Européias - Uma opção do tipo européia possui um direito que poderá ser exercido somente na data de exercício.

## Preço e Preço de Exercício
A relação do preço do ativo com o preço da opção determina se a opção é dita como In-The-Money (dentro do dinheiro); At-The-Money (no dinheiro), ou Out-of-The-Money (fora do dinheiro).
- Opção de Compra In-The-Money (ITM): Preço do ativo subjacente é superior ao preço de exercício da opção;

- Opção de Compra At-The-Money (ATM): Preço do ativo subjacente é igual ao preço de exercício da opção;

- Opção de Compra Out-of-The-Money (OTM): Preço do ativo subjacente é inferior ao preço de exercício da opção.

- Opção de Venda In-The-Money (ITM): Preço do ativo subjacente é inferior ao preço de exercício da opção;

- Opção de Venda At-The-Money (ATM): Preço do ativo subjacente é igual ao preço de exercício da opção;

- Opção de Venda Out-of-The-Money (OTM): Preço do ativo subjacente é superior ao preço de exercício da opção.

## Valor Intrínseco e Valor do Tempo (Theta)
O preço de uma opção (prêmio) pode consistir de valor intrínseco, valor do tempo ou valor extrínseco (theta), ou uma combinação de ambos.
- Valor Intrínseco:  - Porção in-the-money (dentro do dinheiro) do valor (prêmio) de uma opção. Ex: A opção de compra de TNLPH40 (opçao de compra de Telemar PN para agosto, com preço de exercício de 40 reais) possui 2 reais de valor intrínseco se a TNLP4 estiver cotada a R$42,00.

- Valor do Tempo (Theta): - Porção do preço de uma opção (prêmio) que está além do valor intrínseco. Também é conhecido como valor extrínseco ou valor de expectativa. Ex: Se a mesma opção do exemplo acima, estando a TNLP40 cotada a 42,00, estiver valendo R$3,00 significa que além dos dois reais de valor intrínseco, soma-se um real de valor do tempo ou Theta.

- Observação: Os conceitos e exemplo acima são para opções de compra. Faça o raciocínio inverso para opção de venda. Isto é, a opção de venda estará in-the-money quando a cotação do ativo subjacente estiver abaixo do preço de exercício da opção de venda.

## Gregas
As opções ou portfólios compostos por opções têm suas sensibilidades calculadas com base nas Gregas. São elas:
- Delta: mede a sensibilidade do preço da opção (prêmio) em relação ao preço do ativo-objeto. Seu valor em módulo varia de 0 a 1 (0-100%) e, por definição, valores positivos representam exposição "comprada" ou "long", ou seja, o aumento do preço do ativo-objeto resultará em um aumento do preço da opção – e vice-versa. Analogamente, valores de Delta negativos representam exposição "vendida" ou "short", ou seja, o aumento do preço do ativo-objeto resultará em uma redução do preço da opção - e vice-versa. Ex: Se a mesma opção dos exemplos acima estiver cotada a R$ 3,00 com a cotação de TNLP4 a R$ 42,00 e apresentar um Delta de 0,55 (55,0%) espera-se que com a valorização de R$ 1,00 do ativo-objeto TNLP4 o prêmio da opção aumentará em R$ 0,55 e passará a R$ 3,55.

- Gama: mede a sensibilidade do Delta em relação ao preço do ativo-objeto. Seu valor em módulo varia de 0 a 1 (0-100%), podendo apresentar valores positivos, que sinalizam um aumento do Delta conforme o preço do ativo-objeto aumenta - e vice-versa -, ou negativos, que sinalizam uma diminuição do Delta conforme o preço do ativo-objeto aumenta - e vice-versa.

- Vega: mede a sensibilidade do preço da opção em relação à sua volatilidade implícita. Seu valor varia de 0 a 1 (0-100%), sendo sempre maior que zero, uma vez que o aumento da volatilidade sempre implicará aumento Ceteris paribus do preço da opção.

- Theta: mede a sensibilidade do preço da opção em relação ao tempo até a sua expiração. Seu valor varia de 0 a 1 (0-100%), sendo sempre maior que zero, uma vez que a redução do tempo até o vencimento sempre implicará redução Ceteris paribus do preço da opção.

## Paridade
Uma opção está sendo negociada em paridade com a ação quando ela está in-the-money e não possui nenhum valor do tempo (Theta).
Esta situação ocorre quando o preço da ação subjacente menos o preço de exercício é igual ao valor da opção (prêmio).
- Exemplo: Se a opção de compra de TNLPH40 (opçao de compra de Telemar PN para agosto, com preço de exercício de 40 reais) estiver sendo negociada a 2 reais quando a TNLP4(Telemar PN) estiver sendo negociada a R$42,00, se diz que a TNLPH40 está sendo negociada em paridade com a Telemar. Neste caso, a opção possui apenas valor intrínseco e nenhum valor do tempo (Theta).

## Influência das Stock Options no ambiente empresarial
Stock Options é uma maneira de remunerar os executivos, funcionários e gestores por meio de contratos de opções de compra de ações da própria empresa no qual atuam. Os objetivos de tal forma de remuneração visam alinhar as expectativas e objetivos entre os executivos e acionistas da companhia e reter talentos.
Tal remuneração é comum em empresas que exploram a capacidade intelectual de seus funcionários nas quais a remuneração e a motivação se fazem relevantes para o desempenho da companhia. Motiva os funcionários para o futuro, pois os mesmos focam em performances de curto, médio e longo prazo.
A empresa, sendo sociedade anônima ou limitada possibilita a seus empregados a oportunidade de exercerem o direito de subscrição ou compra de ações ou quotas, dentro de determinado limite de capital autorizado, consequentemente o funcionário se sente motivado a trabalhar mais para aumentar as suas ações. Desta forma, ambos têm vantagens, o empregado e a empresa.
A desvantagem dessa forma de remuneração é fazer com que os gestores tenham maior foco no mercado de ações, o que leva a executarem atividades arriscadas para aumentar o valor acionário da companhia, ou seja, perdem o foco de suas principais ações e objetivos em proveito do valor das stock options.

## Barreiras dasStock Optionsno Brasil
Com a evolução das relações trabalhistas e a mudança de paradigma da remuneração dos empregados, surge o fenômeno das Stock Options, ou simplesmente Plano de Opções de Ações. Este instituto, que tem raízes norte- americanas e europeias, permite ao empregado adquirir participações societárias da empresa em que trabalha, dentro do limite do capital autorizado. Dessa forma, cria-se uma opção de remuneração variável e uma oportunidade para o empregado participar dos quadros sociais da empresa.
Dentre as principais características das Stock Options, destaca-se a carência,ou seja, somente a partir de um certo prazo estipulado que o empregado poderá exercer aquele direito. Além disto, as Stock Options também possuem uma validade, que geralmente é fixada no Plano de Concessão, que se não exercidas naquele prazo, as opções vencem, perdendo o empregado o direito de exercer as opções. Finalmente, as Opções de Ações não podem ser transferidas para terceiros e estão sujeitas ao exercício facultativo do empregado de optar ou não pela compra das ações, assumindo, para tanto, o risco de tal operação.
Quando a empresa decide adotar a metodologia de opção por ações, o processo de implementação se inicia pelo plano de concessão, que deve ser autorizado pelos sócios e nele deve constar todas as diretrizes e normas pelas quais o plano deve ser executado. Deve-se determinar todos os prazos, carências, validades e regras de funcionamento. Quando finalizado, a oportunidade de opções de ações é oferecida para os funcionários, que terão um prazo para decidirem se querem ou não usufruir seu direito de comprar as quotas da companhia.
Passando a análise do processo, este se inicia pela formalização do Plano de Concessão de Stock Options, devidamente autorizado pela deliberação dos sócios, que deverá constar todas as diretrizes deste programa, os prazos de exercício, carência e validade, bem como as regras para seu regular funcionamento.
As Stock Options passaram a ser uma oportunidade para os empregados alinharem seus objetivos com os da empresa e também poderem auferir lucros significativos, melhorando a sua remuneração. Para as empresas, existem diversos benefícios, a possibilidade de captação e retenção de talentos, além de ser uma possibilidade de estimular seus empregados a agirem de acordo com os interesses empresariais, uma vez que os empregados tomadores de decisão se sentirão parte da sociedade, beneficiados com os ganhos.